# Mjareja
Mjareja (vitryska: Myareya, Мярэя) är ett vattendrag i Belarus, på gränsen till Ryssland. Det ligger i den nordöstra delen av landet, 250 km öster om huvudstaden Minsk.
I omgivningarna runt Mjareja växer i huvudsak blandskog. Runt Mjareja är det glesbefolkat, med 19 invånare per kvadratkilometer.